# Morten Simonsen
Morten Simonsen (* 31. März 1921 in Kopenhagen; † 2002) war ein dänischer Immunologe, Professor an der Universität Kopenhagen. Er ist einer der Entdecker der Graft-versus-Host-Reaktion.
Simonsen machte 1947 seinen Abschluss als Mediziner an der Universität Kopenhagen, an der er 1953 promoviert wurde. Danach war er Assistent am Pathologischen Institut, wo er nach einem Auslandsaufenthalt 1954 in London und Paris Hochschullehrer wurde. 1953 wurde er promoviert mit einer Arbeit über Nierentransplantation bei Hunden, in der er Graft-versus-Host-Reaktion (GVHR) nachwies, die in Frankreich 1959 von Georges Mathé bei Knochenmarktransplantationen beschrieben wurde. Simonsen untersuchte das Phänomen auch bei Injektion von Zellen eines Huhns in ein Hühnerembryo 1957. Später führte er weitere Experimente dazu meist mit speziellen Mausstämmen aus, die kontrolliertere Versuchsbedingungen gestatteten. Ende der 1950er Jahre war er ein scharfer Kritiker der Klon-Selektionstheorie von Frank Macfarlane Burnet, die seiner Ansicht nach seinen Experimenten zuwiderlief. 
Aufgrund seiner Forschung wurde er von der Universität Kopenhagen 1957 als Leiter eines neu zu gründenden Instituts für Transplantation und Immunbiologie vorgesehen. Als sich die Gründung verzögerte ging er 1961 nach England als Leiter der Transplantationsforschung bei der McIndoe Memorial Research Unit in East Grinstead. 1963 wurde er außerdem Honorary Research Professor des Royal College of Surgeons of England. 
Nachdem die Gründung des Instituts in Kopenhagen konkrete Formen annahm, kehrte er 1967 zurück und wurde Professor und Direktor des Instituts für Experimentelle Immunologie der Universität Kopenhagen. Er beschäftigte sich weiter mit der GVHR und entwickelte dafür neue Tests.
1975 erhielt er den Paul-Ehrlich-und-Ludwig-Darmstaedter-Preis, 1959 den Pfizer Award und 1994 den Medawar Prize. 1965 wurde er Mitglied der dänischen Akademie der Wissenschaften. 1968 bis 1972 war er Vorsitzender der dänischen Gesellschaft für Allergologie und Immunologie. Er war auch politisch aktiv im linken Spektrum, so bei der Gründung der Sozialistischen Volkspartei.